# Lepidagathis stenophylla
Lepidagathis stenophylla är en akantusväxtart som beskrevs av Merrill. Lepidagathis stenophylla ingår i släktet Lepidagathis och familjen akantusväxter. Inga underarter finns listade i Catalogue of Life.